# Giddy Stratospheres
Giddy Stratospheres is een single van The Long Blondes. De single is afkomstig van het album Someone to Drive You Home. Het is in het Verenigd Koninkrijk drie keer uitgegeven, waarvan één keer als ep (de tweede keer). De derde keer werd het nummer een hit in de UK Singles Chart.